# Křemen (Česká tabule)
Křemen je vrchol v České republice ležící v České tabuli.

## Geomorfologické zařazení
Vrch Křemen náleží do subprovincie Česká tabule, oblasti Východočeská tabule, celku Svitavská pahorkatina, podcelku Chrudimská tabule a okrsku Heřmanoměstecká tabule.

## Poloha
Křemen se nachází asi 2 kilometry jižně od města Přelouče na severním okraji obcí Mokošín a Benešovice. Jedná se o nevysoký protáhlý vrch orientovaný východo-západním směrem. Při cestě na vrchol je nutné překonat pouhých 20 - 25 výškových metrů, svahy Křemenu nejsou příkré.

## Vodstvo
Severní svah Křemenu odvodňuje potok Švarcava, který přímo na úbočí vrchu pramení. Jihozápadní svah patří do povodí Brložského a jihovýchodní svah Lipoltického potoka. Všechny jmenované toky jsou levými přítoky Labe.

## Vegetace
V okolí vrcholu Křemenu se nacházejí louky s křovinami na mezích. Na nezastavěných částech svahů jsou pole, na východním konci protáhlého vrchu v okolí pramene Švarcavy je nevelký listatý lesík.

## Stavby

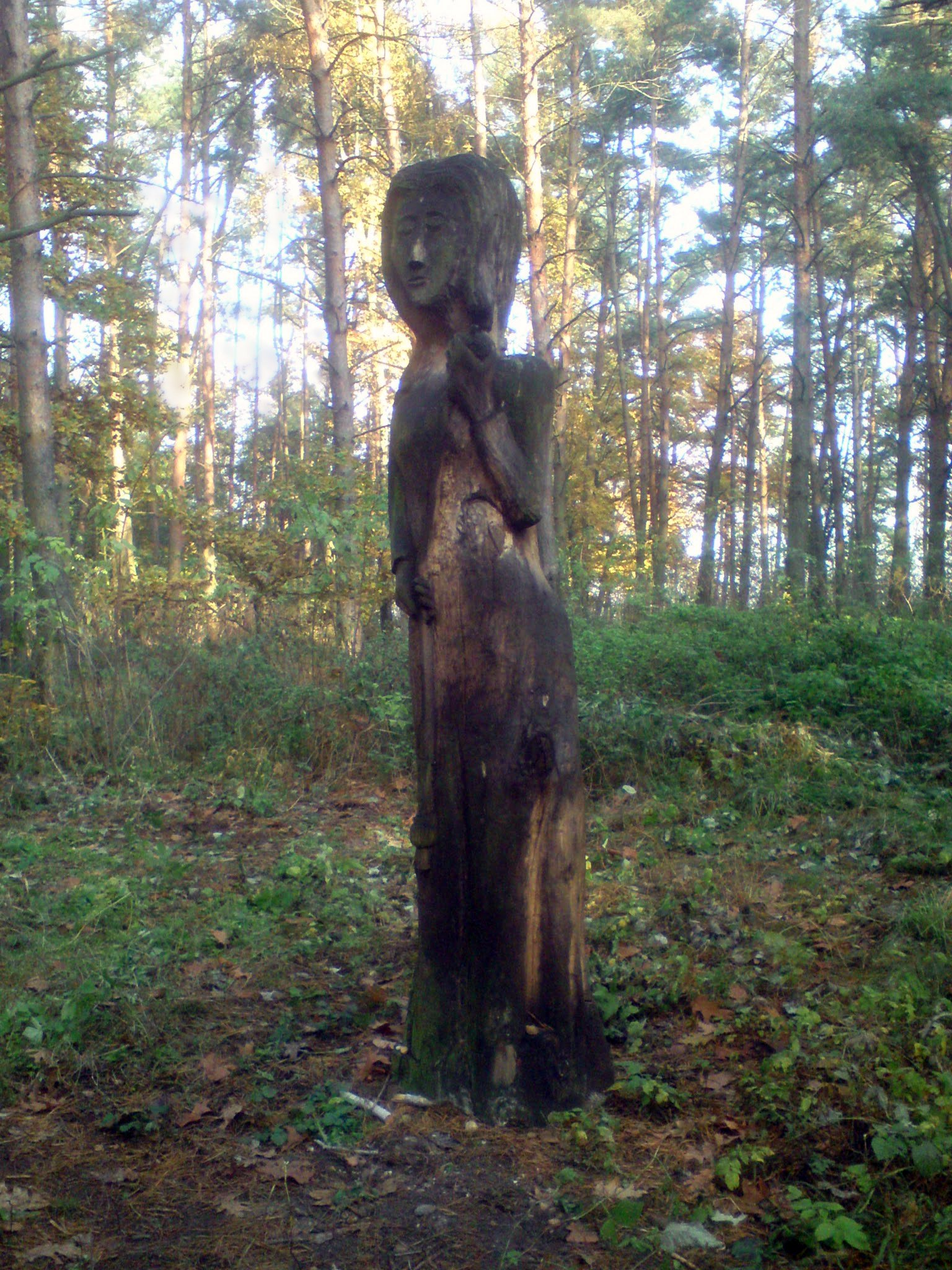
dřevěná socha Mokoši

Na jihovýchodním svahu Křemenu se nachází zástavba obce Mokošín, na jihozápadním svahu zástavba vsi Benešovice. V lese východně od vrcholu stojí dřevěná socha bohyně Mokoši.

## Komunikace
Protáhlou vrcholovou partii Křemenu protínají tři významnější komunikace všechny v severojižním směru. Západně od vrcholu je to silnice Přelouč - Benešovice, východně polní cesta spojující Mokošín s poli severně od Křemenu a okolo pramene Švarcavy pak prochází silnice Přelouč - Mokošín. Turistické trasy se v okolí vrchu nenacházejí.